# Copa d'Europa de futbol 1984-85
La Copa d'Europa de futbol 1984-85 fou l'edició número trenta en la història de la competició. Es disputà entre el setembre de 1984 i el maig de 1985, amb la participació inicial de 32 equips de 32 federacions diferents.
La competició fou guanyada per la Juventus FC a la final davant del Liverpool FC. La final, però, va estar marcada per la mort de 39 seguidors (la majoria italians) en un fet que s'anomenà desastre de Heysel. Com a resultat d'aquests fets es prohibí els clubs anglesos de participar en les competicions europees durant cinc anys i el Liverpool durant sis.

## Primera ronda
| Equip 1                  | Global | Equip 2               | Anada | Tornada |
| ------------------------ | ------ | --------------------- | ----- | ------- |
| Ilves                    | 1-6    | Juventus FC           | 0-4   | 1-2     |
| Grasshopper              | 4-3    | Budapest Honvéd       | 3-1   | 1-2     |
| Vålerenga                | 3-5    | Sparta Praga          | 3-3   | 0-2     |
| Labinoti Elbasan         | 0-6    | Lyngby                | 0-3   | 0-3     |
| FC Girondins de Bordeus  | 3-2    | Athletic Club         | 3-2   | 0-0     |
| Dinamo Bucarest          | 5-3    | AC Omonia             | 4-1   | 1-2     |
| Levski-Spartak           | 3-3¹   | Stuttgart             | 1-1   | 2-2     |
| Trabzonspor              | 1-3    | Dniprò Dnipropetrovsk | 1-0   | 0-3     |
| Aberdeen FC              | 3-3²   | Dynamo Berlin         | 2-1   | 1-2     |
| Austria Viena            | 8-0    | Valletta              | 4-0   | 4-0     |
| Lech Poznań              | 0-5    | Liverpool FC          | 0-1   | 0-4     |
| Estrella Roja de Belgrad | 3-4    | SL Benfica            | 3-2   | 0-2     |
| Avenir Beggen            | 0-17   | IFK Göteborg          | 0-8   | 0-9     |
| ÍA                       | 2-7    | Beveren               | 2-2   | 0-5     |
| Feyenoord                | 1-2    | Panathinaikos FC      | 0-0   | 1-2     |
| Linfield                 | 1-13   | Shamrock Rovers       | 0-0   | 1-1     |

¹ Levski-Spartak passà a la segona ronda per la regla del valor doble dels gols en camp contrari.
² Dynamo Berlin passà a la segona ronda en vèncer als penals.
3 Linfield passà a la segona ronda per la regla del valor doble dels gols en camp contrari.

## Segona ronda
| Equip 1                 | Global | Equip 2               | Anada | Tornada |
| ----------------------- | ------ | --------------------- | ----- | ------- |
| Juventus FC             | 6-2    | Grasshopper           | 2-0   | 4-2     |
| Sparta Praga            | 2-1    | Lyngby                | 0-0   | 2-1     |
| FC Girondins de Bordeus | 2-1    | Dinamo Bucarest       | 1-0   | 1-1     |
| Levski-Spartak          | 3-3¹   | Dniprò Dnipropetrovsk | 3-1   | 0-2     |
| Dynamo Berlin           | 4-5    | Austria Viena         | 3-3   | 1-2     |
| Liverpool FC            | 3-2    | SL Benfica            | 3-1   | 0-1     |
| IFK Göteborg            | 2-2²   | Beveren               | 1-0   | 1-2     |
| Panathinaikos FC        | 5-4    | Linfield              | 2-1   | 3-3     |

¹ Dniprò Dnipropetrovsk passà a quarts de final per la regla del valor doble dels gols en camp contrari.
² IFK Göteborg passà a quarts de final per la regla del valor doble dels gols en camp contrari.

## Quarts de final
| Equip 1                 | Global | Equip 2               | Anada | Tornada |
| ----------------------- | ------ | --------------------- | ----- | ------- |
| Juventus FC             | 3-1    | Sparta Praga          | 3-0   | 0-1     |
| FC Girondins de Bordeus | 2-2¹   | Dniprò Dnipropetrovsk | 1-1   | 1-1     |
| Austria Viena           | 2-5    | Liverpool FC          | 1-1   | 1-4     |
| IFK Göteborg            | 2-3    | Panathinaikos FC      | 0-1   | 2-2     |

¹ Bordeaux passà a semifinals en guanyar als penals.

## Semifinals
| Equip 1      | Global | Equip 2                 | Anada | Tornada |
| ------------ | ------ | ----------------------- | ----- | ------- |
| Juventus FC  | 3-2    | FC Girondins de Bordeus | 3-0   | 0-2     |
| Liverpool FC | 5-0    | Panathinaikos FC        | 4-0   | 1-0     |

## Final
| Juventus FC               | 1-0 | Liverpool FC |
| ------------------------- | --- | ------------ |
| Michel Platini 56' (pen.) |     |              |

| Guanyador de la Copa d'Europa 1984-85 |
| ------------------------------------- |
| Juventus FC Primer títol              |